# Matthes Ziegler
Matthes Ziegler (efter 1945 „Matthäus Ziegler“; 11. juni 1911 i Nürnberg – 12. august 1992 i Penzberg) var en tysk teolog og nationalsocialist. Han blev medlem af NSDAP og SA indtil 1934 som Hauptschriftleiter. I 1935 gik han ind i SS, og blev Hauptsturmführer i 1944.